# Consorcio de la Zona Franca de Barcelona
El Consorcio de la Zona Franca de Barcelona (en catalán: Consorci de la Zona Franca de Barcelona) es una entidad pública fundada en 1916 cuyo objetivo es la dinamización económica de la ciudad de Barcelona y su área metropolitana. Es el primer consorcio constituido en España.

## Actividad y composición
El Consorci de la Zona Franca de Barcelona es una empresa pública que actúa como dinamizador del desarrollo tecnológico e industrial al proporcionar apoyo a las empresas en su transición hacia la era digital. Impulsa la innovación mediante la 3D Incubator y la Logistics 4.0 Incubator; promueve la transformación de la industria 4.0 desde el hub tecnológico DFactory Barcelona y conecta la nueva economía y sus sectores socioeconómicos clave. Organiza congresos de interés económico para Barcelona como el mayor salón logístico de España y el Sur de Europa, el SIL, así como grandes eventos de referencia con un formato innovador como la Barcelona New Economy Week (BNEW) o la Barcelona Woman Acceleration Week (BWAW).
En su plenario tiene representantes del gobierno español, la Generalitat de Cataluña, el Ayuntamiento de Barcelona, y de las principales entidades económicas de la ciudad.
Desde octubre de 2021, también participa la Generalidad de Cataluña.

## Órganos de gobierno
Los órganos de gobierno del Consorcio son tres: el Pleno, el Comité Ejecutivo y el Equipo Directivo. La presidencia del plenario corresponde al Alcalde de Barcelona, mientras que los órganos ejecutivos y directivos del Consorcio son presididos por representantes del Estado, elegidos por el Gobierno de España.
El actual delegado especial del Estado, que actúa como presidente del Comité Ejecutivo y del Equipo Directivo es, desde el 2018, Pere Navarro i Morera.

## Participaciones empresariales
- Instituciones:
  - Barcelona - Catalunya Centre Logístic
  - Institut d'Estudis Regionals i Metropolitans de Barcelona.
  - Pla Estratègic Metropolitá de Barcelona.
- Empresas:
  - Consorci ZF Internacional S.A.U. - 100% del capital
  - Apa Processing BZ, S.L. - 30% del capital
  - Barcelona Emprèn, SCR - 1,1% del capital
  - Barcelona Regional, S.A. - 12,5% del capital
  - Barcelona Strategial Urban Systems, S.A. - 25% del capital
  - Iberia Desarrollo Barcelona, S.L. - 25% del capital
  - Parc Logístic de la Zona Franca, S.A. - 25% del capital
  - Parc Tecnològic del Vallès, S.A. - 49,4% del capital
  - Proviure CZF, S.L. - 50% del capital
  - Proviure CZF Parc D'Habitatges, S.L. - 50% del capital